# ديل براون
ديل براون (مواليد 15 ديسمبر 1971) هو ملاكم كندي، مثّل بلاده في الألعاب الأولمبية الصيفية 1992.

## روابط خارجية
ديل براون على موقع بوكس ريك (الإنجليزية) (registration required)
- ديل براون على موقع اللجنة الأولمبية الدولية (الإنجليزية)
- ديل براون على موقع أوليمبيديا (الإنجليزية)
- ديل براون على موقع اللجنة الأولمبية الكندية (الإنجليزية)
- ديل براون على موقع اتحاد ألعاب الكومنولث (مؤرشف) (الإنجليزية)